# IPod

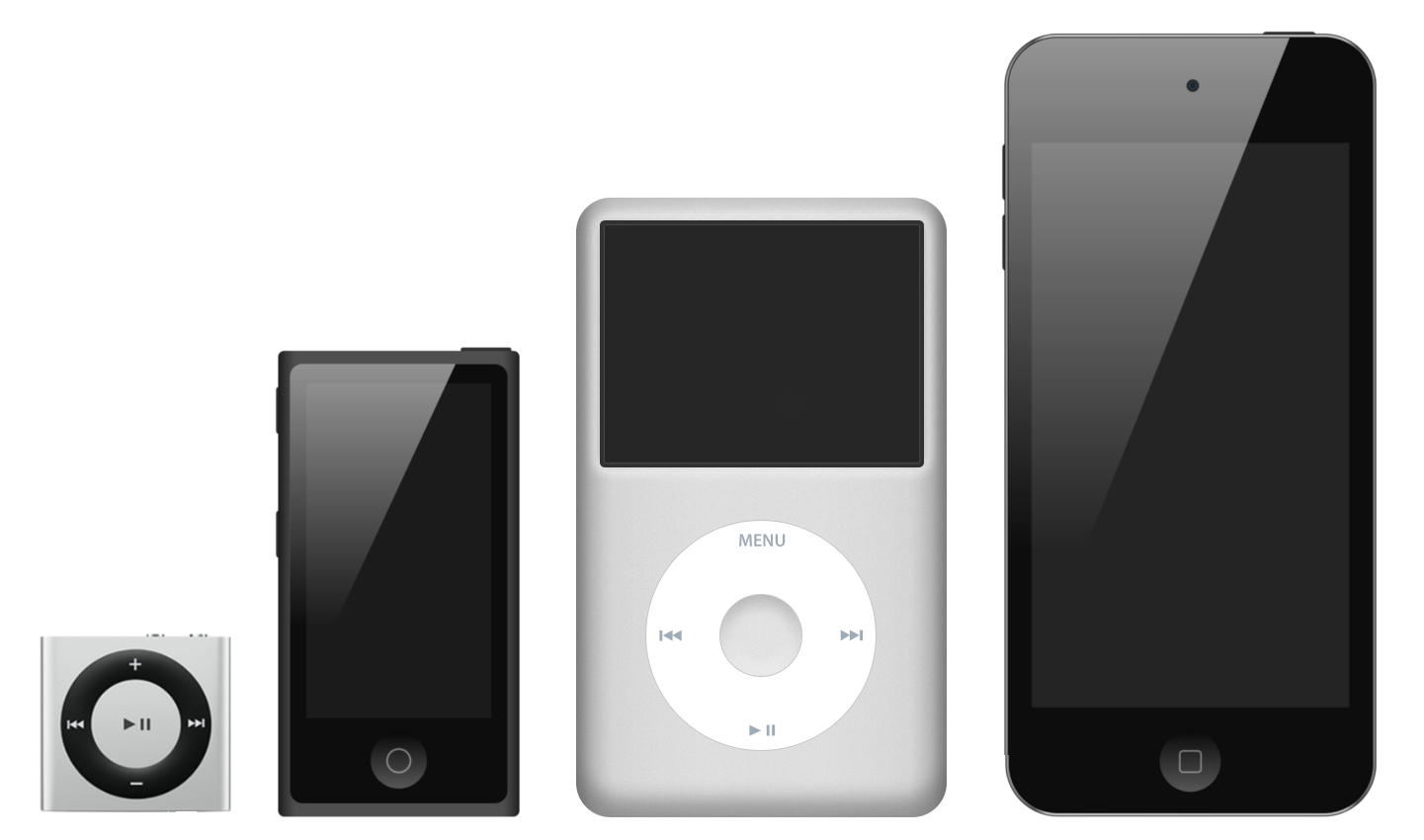
D'esquerra a dreta: iPod shuffle, iPod nano, iPod clàssic i iPod touch

L'iPod és un reproductor de música digital amb disc dur o memòria flaix, creat per Apple Computer que va aparèixer per primer cop el 23 d'octubre de 2001. Pot reproduir arxius MP3, WAV, AAC/M4A, AIFF i Apple Lossless. La capacitat és de fins a 160 GB (unes 30.000 cançons o 50.000 fotos). Fins ara s'han desenvolupat set generacions de l'iPod, a més d'iPod nano l'iPod shuffle i l'iPod touch. Altres models, que ja no es fabriquen, han estat els iPod mini de 4 GB i de 6 GB de capacitat, l'iPod Photo, i l'iPod U2 Special Edition.
Existeix una gran quantitat d'accessoris per a l'iPod.
El 9 d'abril de 2007, Apple va anunciar que havia venut l'iPod número 100 milions. El setembre de 2008 ja havia venut més de 160 milions d'unitats.
El nom d'iPod se li ocorregué a Anouar Zirag, publicista independent a sou d'Apple. Zirag, fan d'Star Trek des de la seva infància, volgué promocionar el nou model amb un nom que estigués a l'altura i que hi encaixés. En efecte, els pods són, en l'univers d'Star Trek, les llançadores que el capità Picard, acompanyat del seu bon amic (i androide) el comandant Data, solen tripular desobeint els protocols de la Federació Unida de Planetes en nombroses aventures. Aquestes llançadores han de retornar eventualment a la nau "mare" (la gloriosa Enterprise) a fi de fer provisió de combustible. L'iPod funciona d'una manera semblant, atesa la seva autonomia limitada. La i inicial, com en altres productes d'Apple, indica intel·ligència.

## L'iPod amb iTunes

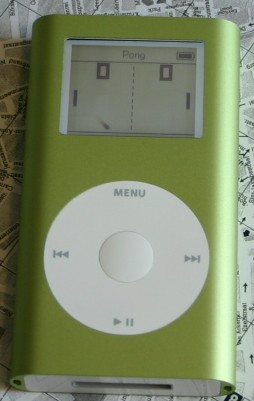
iPod mini amb el joc Pong

iTunes és el programa per a Windows i Mac que proporciona Apple (mitjançant una descàrrega gratuïta des de la seva pàgina web), per a gestionar els continguts de l'iPod (Els usuaris de sistemes GNU/Linux poden utilitzar Gtkpod). iTunes pot sincronitzar automàticament la música emmagatzemada a l'iPod amb la música de la biblioteca de l'ordinador cada vegada que els connectem. D'aquesta manera les cançons, fotos i llistes de reproducció noves a l'ordinador es copien automàticament a l'iPod, i les cançons esborrades són també eliminades de l'iPod. Això, però, no funciona en sentit invers: com a mesura contra la pirateria no podem passar música d'un iPod a un ordinador. La sincronització de la llista de reproducció de l'ordinador amb la de l'iPod sols funciona en altres aspectes: la valoració d'una cançó de l'iPod farà canviar la de la biblioteca d'iTunes. Escoltant audiollibres, la posició d'aquests també se sincronitzarà automàticament. Però en cas que no ens agradi la sincronització automàtica, aquesta es pot desactivar, controlant manualment els continguts de l'iPod. Això ens permetrà, d'altra banda, estalviar espai al disc dur de l'ordinador, al tenir la música enregistrada únicament a l'iPod. Si escollim aquesta opció i després volem recuperar la música disposem de programes com l'iPodRip (descarregable a través d'Internet), que ens permetran passar la informació de l'iPod a qualsevol ordinador.

## Models d'iPod

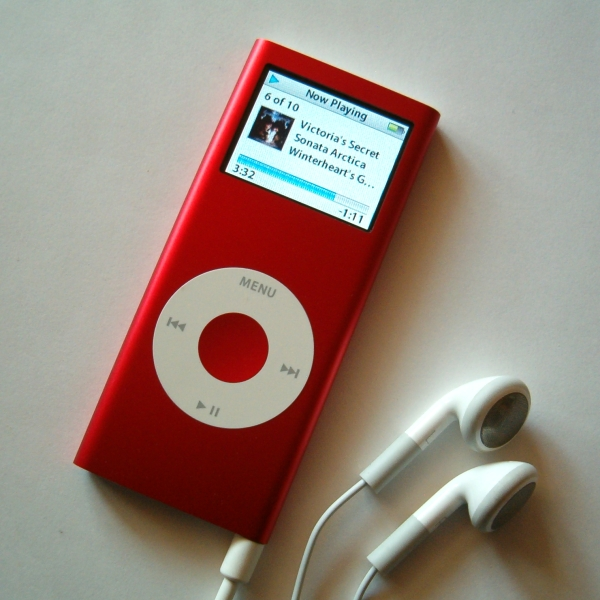
iPod nano product (red)

A continuació es mostren els models d'iPod:
- iPod classic (de disc dur) (de 20, 30, 40, 60, 80 o 160 Gigabytes)
- iPod U2 Special Edition (de disc dur) (de 20 Gigabytes) (Amb signatura làser dels integrants del grup U2, inclou marxandatge oficial)
- iPod mini (de disc dur) (de 4 o 6 Gigabytes)
- iPod shuffle (de memòria flaix i sense pantalla) (de 512 Megabytes, 1 Gigabyte i 2 Gigabytes)
- iPod nano (de memòria flaix i pantalla a color) (de 2 o 4 Gigabytes, en colors blanc o negre) aquest reproductor substitueix a l'iPod mini
- iPod shuffle (de memòria flaix i sense pantalla) (d'1 Gigabyte, en cinc colors)
- iPod touch (de memòria flaix i pantalla tàctil) (de 8, 16, 32 o 64 Gigabytes, en color negre per davant i d'alumini per darrere) (Disposa de Wi-Fi)

## Línia cronològica dels iPod
Font: Llibreria de prensa d'Apple, Mactracker